# رایشین کوداما
رایشین کوداما (انگلیسی: Raishin Kodama؛ زادهٔ ۱۷ مهٔ ۱۹۴۸) بازیگر اهل ژاپن است.